# Ambrosini SAI.2
Ambrosini SAI.2 – włoski samolot turystyczno-wyścigowy zbudowany w 1935 roku przez SAI Ambrosini.

## Historia
Podobnie jak Ambrosini SAI.1, SAI.2 został także zaprojektowany na wyścig Avioraduno del Littorio w 1935 roku. SAI.2 miał bardzo zbliżony wygląd do SAI.1, używał tego samego silnika (Fiat A.54A) i miał zbliżony kształt kadłuba oraz bardzo podobne podwozie, ale w odróżnieniu od swojego poprzednika był jednopłatem i miał zamkniętą kabinę. W kabinie znajdowało się miejsce dla pilota i czterech pasażerów. Pomimo że masa własna SAI.2 była wyższa o 5 kilogramów od masy własnej SAI.1, to jego osiągi były lepsze z racji zastosowania lepszych rozwiązań aerodynamicznych - jednopłat, zamknięty kokpit.
Samolot mierzył 7,1 metra długości i 2,4 metra wysokości, jego rozpiętość skrzydeł wynosiła 10,24 metra. Powierzchnia płata wynosiła 15,8 m² - niewiele mniej niż w dwupłacie SAI.1, gdyż znacznie powiększono cięciwę (szerokość) skrzydła.
Masa własna wynosiła 695 kilogramów, a masa startowa 1065 kilogramów.
Maszyna mogła osiągnąć prędkość 240 kilometrów na godzinę, a jej prędkość przelotowa wynosiła 204 km/h.